# Bulimanu
Bulimanu – wieś w Rumunii, w okręgu Aluta, w gminie Vitomirești. W 2011 roku liczyła 237 mieszkańców. 